# Mladen Debelić
Mladen Debelić (Zagreb, Hrvatska, 13. srpnja 1933. – Chur, Švicarska, 7. kolovoza 1998.), hrvatsko-njemački liječnik pulmolog i alergolog. Najveći je hrvatski alergolog. Poticatelj je razvoja alergologije u Hrvatskoj, za čiji je razvoj učinio mnogo korisnog.

## Životopis
Rođen u Zagrebu. Sin je veterinarskog stručnjaka, mikrobiologa iz Prkovaca Šime Debelića i pijanistice Vlaste r. Lorković. Godinu poslije rodio mu se brat Nikola, poslije glazbenik, dirigent u Sarajevu, Dubrovniku i Zagrebu te diplomat koji je bio veleposlanik Republike Hrvatske u Rumunjskoj i Moladaviji. Kad se Mladen rodio, otac Šima onda je još bio docent, a poslije je postao redovni profesor na Veterinarskom fakultetu u Zagrebu, autor mnogih znanstvenih članaka. Poslije je bio voditelj Odsjeka za veterinarstvo pri vladi Banovine Hrvatske, a u Vladi NDH na gospodarskim poslovima. Pred dolazak Titovih partizana u Zagreb 8. svibnja, nije pobjegao kao ostali članovi ustaške Vlade, nego je ostao u gradu raditi svoj svakodnevni posao. Nove jugokomunističke vlasti uhitile su ga 17. svibnja 1945. u Zagrebu i ubile na Savskoj cesti u Zagrebu, krajem svibnja 1945.
Godine 1959. u Zagrebu Mladen Debelić diplomirao je na Medicinskom fakultetu. Od 1962. živi i radi u Švicarskoj kao pulmolog i alergolog. Godine 1976. prelazi u Bad Lippspringe gdje je liječnik i upravitelj Klinike za plućne bolesti, bronhitis, astmu i alergije Auguste-Viktoria and Cecilienstift. Na Debelićev je rad mnogo utjecao prof. Wilhelm Gronemeyer. Dvije godine poslije obrazovao se u Klinici za astmu i alergije u Davosu-Wolfgangu. Kad je 1965. na inicijativu F. Kogoja i predsjednika HAZU Grge Novaka osnovan Europski klimatski centar za liječenje alergijskih bolesti na otoku Hvaru (Alergološki centar HAZU), u osnivačkom odboru bio je W. I. O. van Ufford iz Nizozemske, R. Surinyach iz Barcelone i kao suradnik Mladen Debelić. Od 1978. do 1987. tajnik je njemačkog društva za alergologiju i istraživanje imuniteta. Godine 1979. doktorirao u Münsteru. Od 1986. do 1989. predsjedavao Europskom akademijom za alergiju i kliničku imunologiju. Nakon toga bio je čelni Pharmacia Research Foundation do 1992. i dovršio je mandat Udruženja Rajnsko-vestfalskog udrženja za plućne bolesti i bolesti bronhija. Surađivao je u stručnom radu Hrvatskog društva za alergologiju i kliničku imunologiju koje je 1996. steklo međunarodno priznanje.
Proučavao je astmu, kronični bronhitis i bavio se alergologijom dišnih organa. Napisao mnoge znanstvene radove. Od kasnih 1960-ih klinički primjenjuje imunoglobulin IgE, za što je dobio priznanje u domovini i inozemstvu te prihvaćanje u znanstveničkom svijetu. Objavio je preko 250 radova, većinom u području kliničke alergologije, poput dijagnoza i terapija plućnih bolesti i bolestiju bronhija. I u svuremenim udžbenicima o astmi dr Debelić je suurednik. U mirovinu je otišao 1998. godine. 
Debelić je svoj život vezao za Njemačku i Švicarku. Ondje se oženio i dobio djecu.
Dobio je nagradu Allergy Staffel 1998. za dugogodišnji uspješni rad u klinici Auguste-Victoria Clinic u Cecilienstiftu. Smrt ga je preduhitrila u primanju druge nagrade, Plakete Ernsta Bergmanna.
U čast Mladenu Debeliću dodjeljuje se nagrada Mladen Debelić (Mladen-Debelic-Preis) koju dodjeljuje Njemačko društvo pedijatrijske pneumologije (Deutsche Gesellschaft für Pädiatrische Pneumologie).

## Vanjske poveznice
- Springer Medizin[neaktivna poveznica] Nachruf auf Dr. Mladen Debelic, Allergo Journal